# Luge nos Jogos Olímpicos de Inverno de 2010 - Individual feminino
As competições do individual feminino do luge nos Jogos Olímpicos de Inverno de 2010 foram disputadas no Whistler Sliding Centre em Whistler, Colúmbia Britânica, em 15 e 16 de fevereiro.

## Medalhistas
| Ouro   | GER Tatjana Hüfner       |
| Prata  | AUT Nina Reithmayer      |
| Bronze | GER Natalie Geisenberger |

## Resultados
As duas primeiras corridas ocorreram em 15 de fevereiro, às 17h e 18h30 (UTC-8). No dia 16 ocorreram as duas corridas finais, às 13h e às 14h30.
Aya Yasuda foi desclassificada após a descida por ultrapassar o peso do trenó. Seu trenó pesava 13,3 kg, quando o máximo permitido pela FIL é de 13,1 kg. Mihaela Chiras sofreu um acidente na segunda corrida e não participou das duas corridas finais.
| Pos.              | BIB | Atleta                   | 1ª descida | 1ª descida | 2ª descida | 2ª descida | 3ª descida | 3ª descida | 4ª descida | 4ª descida | Tempo total | Dif.   |
| Pos.              | BIB | Atleta                   | ST         | TT         | ST         | TT         | ST         | TT         | ST         | TT         | Tempo total | Dif.   |
| ----------------- | --- | ------------------------ | ---------- | ---------- | ---------- | ---------- | ---------- | ---------- | ---------- | ---------- | ----------- | ------ |
| Medalha de ouro   | 6   | GER Tatjana Hüfner       | 8.437      | 41.760     | 8.370      | 41.481 TR  | 8.377      | 41.666     | 8.363      | 41.617     | 2:46.524    | 0.000  |
| Medalha de prata  | 2   | AUT Nina Reithmayer      | 8.413      | 41.728     | 8.403      | 41.563     | 8.448      | 41.884     | 8.458      | 41.839     | 2:47.014    | +0.490 |
| Medalha de bronze | 10  | GER Natalie Geisenberger | 8.410      | 41.743     | 8.383      | 41.657     | 8.372      | 41.800     | 8.401      | 41.901     | 2:47.101    | +0.577 |
| 4                 | 23  | RUS Tatiana Ivanova      | 8.417      | 41.816     | 8.377      | 41.601     | 8.406      | 41.914     | 8.395      | 41.850     | 2:47.181    | +0.657 |
| 5                 | 9   | GER Anke Wischnewski     | 8.431      | 41.785     | 8.406      | 41.685     | 8.452      | 41.894     | 8.429      | 41.889     | 2:47.253    | +0.729 |
| 6                 | 8   | RUS Alexandra Rodionova  | 8.416      | 41.828     | 8.420      | 41.731     | 8.434      | 41.984     | 8.446      | 41.913     | 2:47.456    | +0.932 |
| 7                 | 3   | SUI Martina Kocher       | 8.449      | 42.005     | 8.357      | 41.697     | 8.412      | 41.976     | 8.405      | 41.897     | 2:47.575    | +1.051 |
| 8                 | 29  | POL Ewelina Staszulonek  | 8.521      | 41.975     | 8.506      | 41.816     | 8.504      | 41.948     | 8.517      | 41.882     | 2:47.621    | +1.097 |
| 9                 | 16  | LAT Maija Tīruma         | 8.465      | 41.773     | 8.518      | 41.933     | 8.501      | 42.012     | 8.471      | 41.936     | 2:47.654    | +1.130 |
| 10                | 24  | RUS Natalia Khoreva      | 8.444      | 41.932     | 8.427      | 41.785     | 8.464      | 42.175     | 8.442      | 42.092     | 2:47.984    | +1.460 |
| 11                | 1   | UKR Natalya Yakuchenko   | 8.478      | 42.119     | 8.473      | 41.809     | 8.539      | 42.132     | 8.489      | 42.026     | 2:48.086    | +1.562 |
| 12                | 7   | AUT Veronika Halder      | 8.570      | 42.015     | 8.574      | 41.881     | 8.563      | 42.078     | 8.615      | 42.143     | 2:48.117    | +1.593 |
| 13                | 26  | LAT Anna Orlova          | 8.512      | 41.998     | 8.546      | 41.947     | 8.569      | 42.260     | 8.531      | 42.100     | 2:48.305    | +1.781 |
| 14                | 17  | SVK Veronika Sabolová    | 8.463      | 41.999     | 8.488      | 41.925     | 8.588      | 42.563     | 8.482      | 42.055     | 2:48.542    | +2.018 |
| 15                | 13  | CAN Regan Lauscher       | 8.700      | 42.368     | 8.670      | 42.289     | 8.564      | 42.211     | 8.546      | 42.153     | 2:49.021    | +2.497 |
| 16                | 11  | USA Erin Hamlin          | 8.461      | 41.835     | 8.640      | 42.219     | 8.826      | 42.792     | 8.661      | 42.262     | 2:49.108    | +2.584 |
| 17                | 12  | USA Julia Clukey         | 8.456      | 42.059     | 8.546      | 42.075     | 8.615      | 42.472     | 8.756      | 42.754     | 2:49.360    | +2.836 |
| 18                | 5   | CAN Alex Gough           | 8.711      | 42.275     | 8.775      | 42.411     | 8.636      | 42.346     | 8.673      | 42.359     | 2:49.391    | +2.867 |
| 19                | 15  | UKR Liliya Ludan         | 8.660      | 42.312     | 8.650      | 42.302     | 8.699      | 42.477     | 8.669      | 42.364     | 2:49.455    | +2.931 |
| 20                | 14  | ITA Sandra Gasparini     | 8.540      | 42.339     | 8.550      | 42.161     | 8.733      | 42.881     | 8.676      | 42.621     | 2:50.002    | +3.478 |
| 21                | 22  | ROU Raluca Strămăturaru  | 8.593      | 42.475     | 8.603      | 42.198     | 8.631      | 42.815     | 8.631      | 42.584     | 2:50.072    | +3.548 |
| 22                | 4   | USA Megan Sweeney        | 8.623      | 42.450     | 8.717      | 42.690     | 8.647      | 42.625     | 8.683      | 42.450     | 2:50.215    | +3.691 |
| 23                | 28  | AUS Hannah Campbell-Pegg | 8.670      | 42.527     | 8.679      | 42.570     | 8.663      | 42.606     | 8.633      | 42.519     | 2:50.222    | +3.698 |
| 24                | 27  | LAT Agnese Koklaca       | 8.541      | 42.627     | 8.578      | 42.334     | 8.593      | 43.091     | 8.595      | 42.336     | 2:50.388    | +3.864 |
| 25                | 20  | CAN Meaghan Simister     | 8.663      | 42.524     | 8.658      | 42.497     | 8.703      | 42.787     | 8.697      | 42.662     | 2:50.470    | +3.946 |
| 26                | 18  | JPN Madoka Harada        | 8.716      | 42.608     | 8.594      | 42.112     | 8.674      | 42.572     | 8.920      | 43.188     | 2:50.480    | +3.956 |
| 27                | 19  | SVK Jana Šišajová        | 8.610      | 42.297     | 8.560      | 42.172     | 8.630      | 42.529     | 8.645      | 48.101     | 2:55.099    | +8.575 |
| -                 | 25  | ROU Mihaela Chiras       | 8.692      | 43.494     | 8.615      | DNF        |            |            |            |            | DNF         | -      |
| -                 | 21  | JPN Aya Yasuda           |            |            |            |            |            |            |            |            | DSQ         | -      |

Legenda
| Recorde mundial      | Recorde mundial (World record)               |                       | Recorde africano                      | Recorde africano (African) |                                           | Q | Classificado por posição (Qualified) |
| Recorde olímpico     | Recorde olímpico (Olympic record)            | Recorde da América    | Recorde da América (Americas)         | q                          | Classificado por melhor tempo (Qualified) |   |                                      |
| Melhor marca do ano  | Melhor marca do ano (World leading)          | Recorde asiático      | Recorde asiático (Asian)              | DNS                        | Não largou (Did not start)                |   |                                      |
| Recorde nacional     | Recorde nacional (National record)           | Recorde europeu       | Recorde europeu (European)            | DNF                        | Não terminou (Did not finish)             |   |                                      |
| Recorde pessoal      | Recorde pessoal do atleta (Personal best)    | Recorde da Oceania    | Recorde da Oceania (Oceania)          | DSQ / DQ                   | Desclassificado (Disqualified)            |   |                                      |
| Recorde da temporada | Recorde da temporada do atleta (Season best) | Recorde sul-americano | Recorde sul-americano (South America) | NM                         | Sem marca (No mark)                       |   |                                      |